# Ishmail Wainright
Ishmail Carzell Wainright (Kansas City (Misuri), 12 de septiembre de 1994) es un baloncestista estadounidense que pertenece a la plantilla del Hapoel Tel Aviv B.C. de la Ligat ha'Al israelí. Con 1,96 metros de estatura, juega en la posición de ala-pívot.

## Trayectoria deportiva

### Instituto
[actualizar]

### Universidad
Se formó en la universidad de Baylor, donde jugó cuatro temporadas con los Bears (2013-2017).

### Profesional
Tras no ser elegido en el Draft de la NBA de 2017, debutaría como profesional en las filas del Nurnberg Falcons BC de la 2. Basketball Bundesliga. En la temporada 2018-19 que promedia 12 puntos por encuentro.
El 1 de julio de 2019 firma con el Rasta Vechta de la Basketball Bundesliga.
El 7 de agosto de 2021, firmó un contrato no garantizado de dos años con los Toronto Raptors, quienes lo despidieron el 17 de octubre. Cinco días después, firmó un contrato dual con los Phoenix Suns.
En agosto de 2022 renueva con los Suns. Tras ser cortado por los Suns antes del comienzo de la temporada 2023-24, fue reclamado por los Portland Trail Blazers.  El 6 de enero de 2024 es despedido por los Blazers.
El 4 de marzo de 2024 regresó a los Phoenix Suns con un contrato dual.
El 10 de julio de 2024 fichó por el Hapoel Tel Aviv B.C. de la Ligat ha'Al israelí.

## Selección nacional
Es internacional absoluto con la selección de Uganda, con la que debutó en noviembre de 2020 anotando 36 puntos y capturando 13 rebotes ante Cabo Verde. Además fue integrante del equipo que participó en el AfroBasket 2021.

## Estadísticas de su carrera en la NBA

### Temporada regular
| Año     | Equipo   | PJ  | PT | MPP  | %TC  | %3P  | %TL   | RPP | APP | ROB | TPP | PPP |
| ------- | -------- | --- | -- | ---- | ---- | ---- | ----- | --- | --- | --- | --- | --- |
| 2021-22 | Phoenix  | 45  | 0  | 8.0  | .394 | .322 | .583  | 1.2 | .3  | .4  | .1  | 2.4 |
| 2022-23 | Phoenix  | 60  | 2  | 15.3 | .370 | .329 | .839  | 2.3 | .9  | .6  | .4  | 4.2 |
| 2023-24 | Portland | 7   | 0  | 6.6  | .333 | .375 | 1.000 | 1.3 | .0  | .3  | .1  | 2.9 |
| 2023-24 | Phoenix  | 4   | 0  | 4.0  | .167 | .250 | –     | 1.3 | .3  | .5  | .0  | .8  |
| Total   | Total    | 116 | 2  | 11.5 | .372 | .329 | .778  | 1.8 | .6  | .5  | .3  | 3.3 |

### Playoffs
| Año   | Equipo  | PJ | PT | MPP | %TC  | %3P  | %TL | RPP | APP | ROB | TPP | PPP |
| ----- | ------- | -- | -- | --- | ---- | ---- | --- | --- | --- | --- | --- | --- |
| 2022  | Phoenix | 7  | 0  | 3.8 | .417 | .500 | —   | 1.6 | .1  | .1  | .1  | 1.9 |
| 2023  | Phoenix | 6  | 0  | 3.5 | .250 | .250 | —   | .2  | .0  | .0  | .2  | .5  |
| Total | Total   | 13 | 0  | 3.6 | .375 | .400 | —   | .9  | .1  | .1  | .2  | 1.2 |